# 도르노크

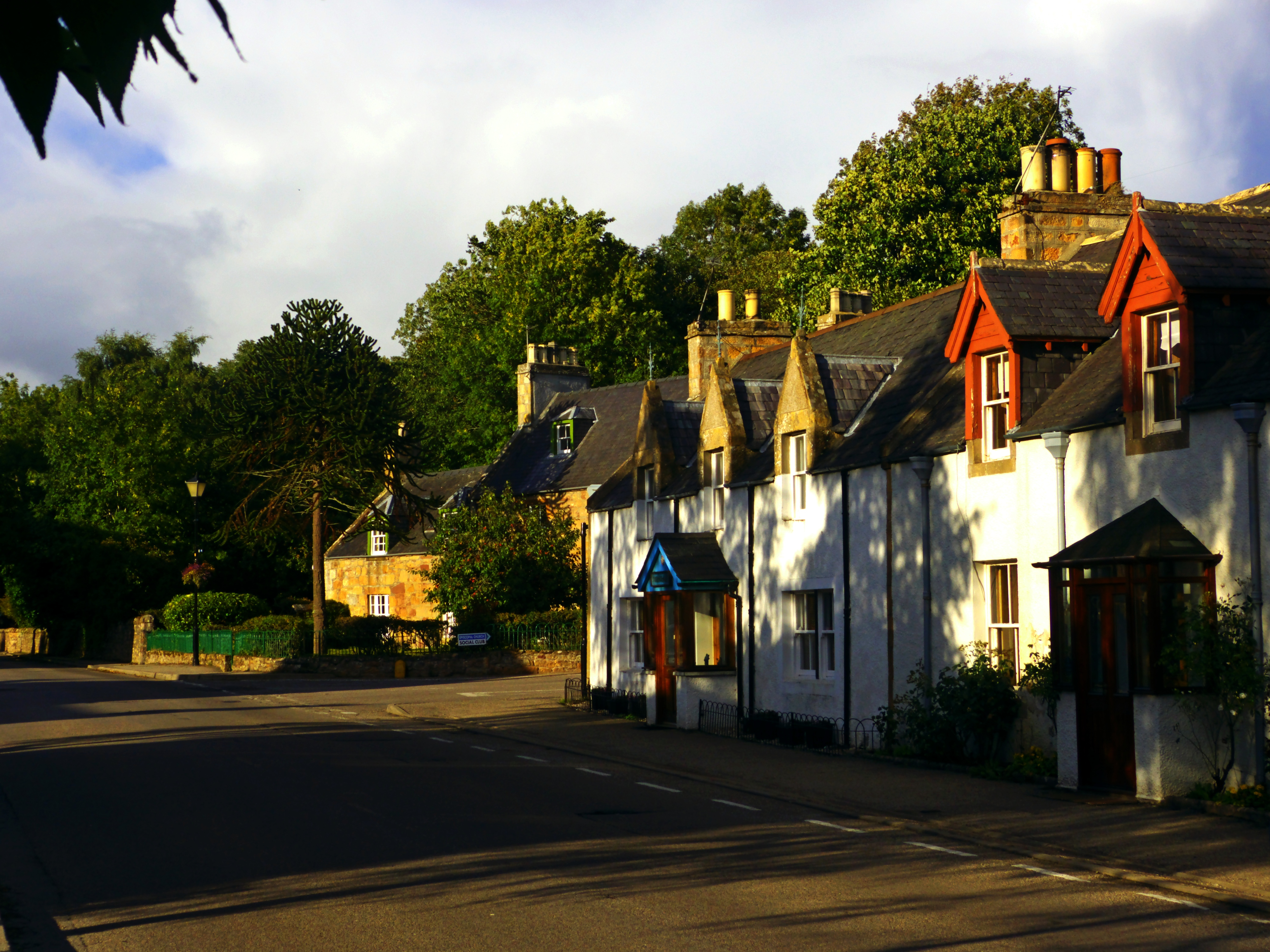

도르노크(영어: Dornoch, 스코트어: Dornach, 스코틀랜드 게일어: Dòrnach)는 스코틀랜드 하일랜드의 도시로 인구는 1,206명(2001년 기준)이다.